# ボフダン・クロテヴィチ
ボフダン・オレクサンドロヴィチ・クロテヴィチ（ウクライナ語: Кротевич Богдан Олександрович）は、ウクライナの軍人。2023年にロシア軍の捕虜となっていたウクライナ国家親衛隊所属のアゾフ旅団長デニス・プロコペンコが解放されるまで旅団長代行を務めた。

## 経歴
シンフェロポリ芸術学校、キーウ国立水上交通大学を卒業。
クロテヴィチは右派セクターの一員として尊厳革命に参加した。
2014年より、アゾフ連隊の一員としてATO/JFO地域に参加し、小隊長を務め、後に参謀副長となり、2021年からは参謀長兼第一副司令官となった。

### 2022年ロシアによるウクライナ侵攻
アゾフ連隊参謀長として、2022年3月28日、ビデオメッセージで、民間人を救うためにマリウポリに人道回廊を設置するよう呼びかけた。
2022年4月1日、クロテヴィチは包囲されたアゾフスタリからベルサットのインタビューに応じ、マリウポリの人道的被害について語った。
2022年9月21日、ロシアの捕虜から解放された。
2023年より、アゾフ旅団の旅団長代理を務めている。
2023年6月、クロテヴィチはユーリー・ソドル将軍の不適切な指揮についてウクライナ国家捜査局に通報した。
2025年2月26日、クロテヴィチはアゾフ旅団参謀長を退任した。

## 栄典
- 3等ボフダン・フメリニツキー勲章 - 2022年3月25日[10]